# Carl von Ritter zu Grünstein
Carl Adolf Freiherr von Ritter zu Grünstein (* 12. Dezember 1728 in Mainz; † 27. April 1792 ebenda) war kurmainzischer Kämmerer und Stadtgerichtspräsident in Mainz.

## Leben

### Herkunft und Familie
Carl von Ritter zu Grünstein wurde als Sohn des kurmainzischen Vizedoms Damian von Ritter zu Grünstein und dessen Gemahlin Maria Anna Johanna Freiin von Hoheneck (1691–1748) geboren. Die Vorfahren entstammten der Ritterfamilie de Ridder van Groenesteyn, die Mitte des 13. Jahrhunderts im Hochstift Utrecht urkundlich erwähnt wird. Stefan von Ritter zu Groenesteyn (1607–1657, eingedeutschter Name, Kapitän der kurfürstlichen Leibgarde und Großvater des kurmainzischen Hofmarschalls Anselm Franz von Ritter zu Groenesteyn) kam über die Heirat mit Ursula Freiin von Schwalbach zu zahlreichen Besitztümern in Kurmainz, wurde Mitglied der rheinischen Ritterschaft und 1653 in den Reichsfreiherrenstand erhoben. Am 18. Oktober 1759 heiratete Carl in Hettingen Maria Anna Maximiliana Freiin Speth von Zwiefalten (1739–1763). Nach deren Tod schloss er mit Marianna Philippina Henriette Freiin von Pöllnitz (1744–1804) die Ehe, die folgende Kinder brachte: Maximiliane (1767–1851, ⚭ 19. März 1802 Paul Joseph von Beroldingen), Maria Anna Wilderica Walburgis (1768–1805, ⚭ 15. Oktober 1794 Josef Karl Theodor von Eberstein), Josepha Magdalena Franziska Walburgis (1772–1827, ⚭ 1797 Constantin Ludwig von Welden), Charlotte (Caroline) Christine Franziska Walburgis (1773–1833, ⚭ 1. Juli 1791 Philipp Ludwig Anton Heinrich Freiherr von Redwitz (1748–1802)), Magdalena Maria Anna Walburgis (1776–1850, ⚭ 1. Juni 1809 Franz Beissel von Gymnich), Friedrich (1775–1830, Abgeordneter), Konstantin (1777–1855, Hofrat), Franziska Philippina (1778–1872, Stiftsdame in Vilich) und Philipp Franz Carl Nepomuk (1780–1864, Königlich Bayerischer Kämmerer, Wirklicher Geheimer Rat, Kapitular-Großkomtur des Bayerischen St. Georg-Ordens).

### Werdegang und Wirken
Nach seiner juristischen Ausbildung trat er in kurmainzische Dienste und wurde Kämmerer und Hof- und Regierungsrat. Er war Präsident des Handelsamtes in Mainz. In Steinheim fungierte er als Oberamtmann und hatte damit die Leitung der Verwaltung inne. Er war der vorgesetzten Behörde unmittelbar und persönlich verantwortlich. Am 17. August 1759 lieh er sich bei dem kurfürstlichen Kommerzienrat Johann Heinrich Weingarten 4.000 Gulden und gab ihm die Reitzenmühle und seine Ober-Hilbersheimer Güter zum Pfand. Carls Nachlass aus dem Jahr 1792 – bezogen auf 1767 – wurde folgendermaßen beschrieben: Dasiges freiadeliches Gut bestehet nach einer neueren vorhandenen Güter Verzeichniß de anno 1767 in 81 Morgen 13 19/20 Ruthen Acker und Wiesen, und ist dermalen gegen jährlichen Pacht von fünfzig Malter Korn, zwanzig Malter Gerst mainzer maßung und vierzig Pfund Butter verliehen.